# Sầm Củng
Sầm Củng (chữ Hán giản thể: 岑巩县, bính âm: Céngǒng Xiàn, âm Hán Việt: Sầm Củng huyện) là một huyện thuộc Châu tự trị dân tộc Miêu và dân tộc Đồng Kiềm Đông Nam, tỉnh Quý Châu, Cộng hòa Nhân dân Trung Hoa. Huyện này có diện tích 1486 km², dân số năm 2002 là 210.000 người. Mã số bưu chính của huyện Sầm Củng là 557800. Chính quyền huyện Sầm Củng đóng ở trấn Tư Dương. Về mặt hành chính, huyện này được chia thành 9 trấn và 2 hương.
- Trấn: Tư Dương, Chú Khê, Long Điền, Khách Lâu, Bình Trang, Khải Bản, Thiên Mã, Đại Hữu và Thủy Vĩ.
- Hương: Thiên Tinh và hương dân tộc Thổ-gia Dương Kiều.